# I'll Take Care of You
I'll Take Care of You je čtvrté sólové studiové album amerického hudebníka Marka Lanegana, vydané v září 1999 u vydavatelství Sub Pop a Beggars Banquet Records. Album produkoval Martin Feveyear. Jde o jeho první album složené výhradně z coververzí; druhé nazvané Imitations vyšlo v roce 2013 a jeho producentem byl opět Feveyear.

## Seznam skladeb
| Pořadí | Název                        | Autor                        | Délka |
| ------ | ---------------------------- | ---------------------------- | ----- |
| 1.     | Carry Home                   | Jeffrey Lee Pierce           | 3:00  |
| 2.     | I'll Take Care of You        | Brook Benton                 | 2:50  |
| 3.     | Shiloh Town                  | Tim Hardin                   | 3:22  |
| 4.     | Creeping Coastline of Lights | Leaving Trains               | 3:20  |
| 5.     | Badi-Da                      | Fred Neil                    | 3:21  |
| 6.     | Consider Me                  | Eddie Floyd, Booker T. Jones | 3:49  |
| 7.     | On Jesus' Program            | Overton Vertis Wright        | 2:45  |
| 8.     | Little Sadie                 | tradicionál                  | 3:23  |
| 9.     | Together Again               | Buck Owens                   | 2:34  |
| 10.    | Shanty Man's Life            | Stephen Harrison Paulus      | 3:12  |
| 11.    | Boogie Boogie                | Tim Rose                     | 2:04  |

## Obsazení
- Mark Lanegan – zpěv
- Mike Johnson – kytara
- Steve Berlin – varhany, klavír, flétna
- Mark Boquist – bicí
- Van Conner – baskytara
- Martin Feveyear – varhany, klavír, perkuse
- Mark Hoyt – kytara, zpěv
- David Krueger – housle
- Barrett Martin – perkuse, vibrafon
- Mark Pickerel – bicí
- Ben Shepherd – baskytara